# ミレラ・マンジャニ
ミレラ・マンジャニ （Mirela Manjani、ギリシア語: Μιρέλα Μανιάνι, 1976年12月21日 - ）は、アルバニア出身のギリシャの陸上競技選手である。

## 経歴
マンジャニは1996年アトランタオリンピックにはアルバニアの代表として出場。55m64の記録で予選突破はならなかった。1997年に、ギリシャ系アルバニア人の重量挙げ選手と結婚。国籍もギリシャ国籍となる。
2000年シドニーオリンピックからはギリシャ代表として出場することとなり、同大会では67.51mの自己ベストで銀メダルを獲得。2004年アテネオリンピックでも2大会連続となるメダル、銅メダルを獲得した。
マンジャニは2002年に離婚している。

## 主な実績
| 年   | 大会                 | 場所                     | 種目   | 結果 | 記録  |
| ---- | -------------------- | ------------------------ | ------ | ---- | ----- |
| 1999 | 世界陸上選手権       | セビリヤ(スペイン)       | やり投 | 1位  | 67m09 |
| 2000 | オリンピック         | シドニー(オーストラリア) | やり投 | 2位  | 67m51 |
| 2001 | 世界陸上選手権       | エドモントン(カナダ)     | やり投 | 2位  | 65m78 |
| 2002 | ヨーロッパ陸上選手権 | ミュンヘン(ドイツ)       | やり投 | 1位  | 67m47 |
| 2003 | 世界陸上選手権       | パリ(フランス)           | やり投 | 1位  | 66m52 |
| 2004 | オリンピック         | アテネ(ギリシャ)         | やり投 | 3位  | 64m29 |